# Hemoglobin (Film)
Hemoglobin (Bleeders) ist ein kanadisch-US-amerikanischer Horrorfilm von Filmregisseur Peter Svatek aus dem Jahr 1997. 

## Handlung
Der König von Holland verbot 1652 die Heirat innerhalb von Adelsfamilien, weil dadurch Blutkrankheiten entstanden. Eva Van Daam, eine große Narzisstin, gab sich ihrem Zwillingsbruder hin. Als sie vom Erlass des Königs hörte, verließ sie das Land und zog mit ihrer Verwandtschaft in die Neue Welt. Mit der Zeit verschwand die ganze Familie aus der Öffentlichkeit. 
John Strauss leidet unter einer geheimnisvollen Krankheit und sucht Heilung auf einer Insel, wo seine Vorfahren lebten. Der Arzt, Dr. Marlowe, unterstützt ihn und seine Frau Kathleen durch seine Blutuntersuchungen. John, dessen Gesundheitszustand sich verschlechtert, findet heraus, dass er ein Nachkomme der Van Daams ist. Vor Jahrzehnten haben die Inselbewohner deren Haus in Brand gesteckt, doch einige haben überlebt. 
Inzwischen ereignen sich unheimliche Dinge auf der Insel. Leichen und Menschen verschwinden. Sie werden von verkrüppelten Kreaturen in unterirdische Gänge gezogen. Diese Hermaphroditen ernähren sich vom Blut ihrer Opfer. 
Die Inselbewohner verschanzen sich in einem Leuchtturm, der angegriffen wird. John und seine schwangere Frau geraten in die Tunnel. Nur John gegenüber verhalten sich die Wesen nicht feindselig. Er bleibt bei ihnen und stillt sein Verlangen nach Blut und Menschenfleisch. Auch er hat eine Zwillingsschwester, die sich ihm hingibt. 
Kathleen und Dr. Marlowe können sich retten und verlassen die Insel.

## Kritiken
- Cinema beschrieb den Film als kryptischen Horror jenseits von Gut und Böse[1]

## Auszeichnungen
- 1998: Nominierung für den portugiesischen International Fantasy Film Award für Peter Svatek als bester Film.

## Hintergrundinformationen
Die Handlung beruht auf der Kurzgeschichte Die lauernde Furcht (The Lurking Fear) von H. P. Lovecraft.
Das Filmbudget betrug etwa 8 Millionen CAD. Gedreht wurde im kanadischen New Brunswick, auf Grand Manan Island. 
Der Film wurde in Deutschland unter dem Titel Hämoglobin im Fernsehen gezeigt. Im März 1998 wurden VHS-Kassetten veröffentlicht. Die Lauflänge beträgt ca. 89 Minuten. Mit der gleichen Lauflänge sind im Dezember 2004 deutschsprachige DVDs von Hemoglobin erschienen. 
Unter diesem Titel gibt es eine etwas längere Fassung als unter dem amerikanischen Titel Bleeders, bei dem die Liebesszene geschnitten ist. 
Bleeders wurde im Februar 2006 in Kanada wieder auf DVD veröffentlicht. Die erste Veröffentlichung war im November 1998. 
Der US-amerikanische Alternativtitel lautet The Descendant.